# Porur
Porur es una ciudad y nagar Panchayat situada en el distrito de Chennai en el estado de Tamil Nadu (India). Su población es de 46690 habitantes (2011). Se encuentra a 33 km de Tiruvallur y a 11 km de Chennai.

## Demografía
Según el censo de 2011 la población de Porur era de 46690 habitantes, de los cuales 23450 eran hombres y 23240 eran mujeres. Porur tiene una tasa media de alfabetización del 93,66%, superior a la media estatal del 80,09%: la alfabetización masculina es del 96,53%, y la alfabetización femenina del 90,79%.